# Красная (приток Малого Иргиза)
Красная — река в Саратовской области России, левый приток Малого Иргиза. Длина реки составляет 24 км, площадь водосбора 255 км².
Название река получила по красному цвету своих берегов.
В 1960-х годах при формировании Саратовского водохранилища было затоплено село Озинки, располагающегося на устье реки.
Река формируется из нескольких крупных ручьёв к западу от города Пугачёва. В селе Красная речка они формируются в реку. По течению реки расположены также: посёлок Тургеневский, сёла Бобринка и Новозахаркино.

## Данные водного реестра
По данным государственного водного реестра России относится Нижневолжскому бассейновому округу. Впадает в Малый Иргиз по левому берегу в 79 км от его устья.
Код объекта в государственном водном реестре — 11010001412112100009430.